# Titikaveka (circonscription)
Pour le district, voir Titikaveka.
Inscrits : 645 (2006)
Titikaveka est une circonscription électorale de l'île de Rarotonga (îles Cook). Ses frontières correspondent à celle du district éponyme. 
Cette circonscription fut créée en 1981 par l'amendement constitutionnel n°9 . Jusqu'alors les 3 sièges de Titikaveka, Ngatangiia et  Matavera  étaient regroupés dans la circonscription de Takitumu
L'actuel député en est Robert George Wigmore (Democratic Party) qui remporta les élections de 2006

## Élections de 2004
Au soir du scrutin, Wigmore fut déclaré vainqueur par six voix d'avance sur son adversaire Tiki Matapo. Le CIP déposa en conséquence une pétition électorale auprès de la Haute Cour. Celle-ci demanda un recompte des voix qui cette fois-ci donna deux voix d'avance à Matapo. 
| Tiki Matapo (CIP)          | 41,6 % |
| Robert George Wigmore (DP) | 41,2 % |
| Tere Carr (Ind.)           | 15,9 % |

## Élections de 2006
Le scénario se répéta aux élections de 2006. Wigmore fut tout d'abord déclaré vainqueur. Tiki Matapo déposa alors une nouvelle pétition électorale arguant du fait qu'en tant que membre du bureau Cook Islands Investment Corporation, Wigmore n'avait légalement pas le droit de se présenter. Celles-ci furent donc annulées par la Haute Cour. Des élections partielles eurent lieu en février 2007. Wigmore en ressortit vainqueur avec 25 voix d'avance sur Matapo. 
Élections du 26 septembre 2006
| Tiki Matapo (CIP)          | 42,8 % |
| Robert George Wigmore (DP) | 50,4 % |
| Tere Carr (Ind.)           | 6,8 %  |

Élections partielles de février 2007
| Tiki Matapo (CIP)          | 45,5 % |
| Robert George Wigmore (DP) | 49,8 % |
| Vaine Rasmussen (Ind.)     | 4,7 %  |